# Bursera graveolens
El palo rico (Bursera graveolens) es una especie de planta de la familia Burseraceae que crece en bosques secos en gran parte de la América tropical, en la costa pacífica de Sudamérica. Son árboles que alcanzan un tamaño de 4 a 10 m de alto, de corteza lisa, gris, no exfoliante. Hojas una vez pinnadas, de hasta 27,5 cm de largo y 13 cm de ancho, glabras a pubescentes en el raquis, peciólulos y nervios principales de los folíolos, raquis alado; folíolos de cinco a nueve, angostamente ovados a obovados u ovales, ápice acuminado a largamente atenuado (agudo), crenados, más o menos del mismo color en ambas superficies. Panículas de hasta 6 cm de largo (6,5-14 cm de largo en fruto); sépalos: 4, ¼-1⁄3 del largo de los pétalos; pétalos: 4, 2-3 mm de largo. Frutos obovoides a elipsoides, de 7-11 mm de largo, dos valvados, matizados de rojo al madurar.

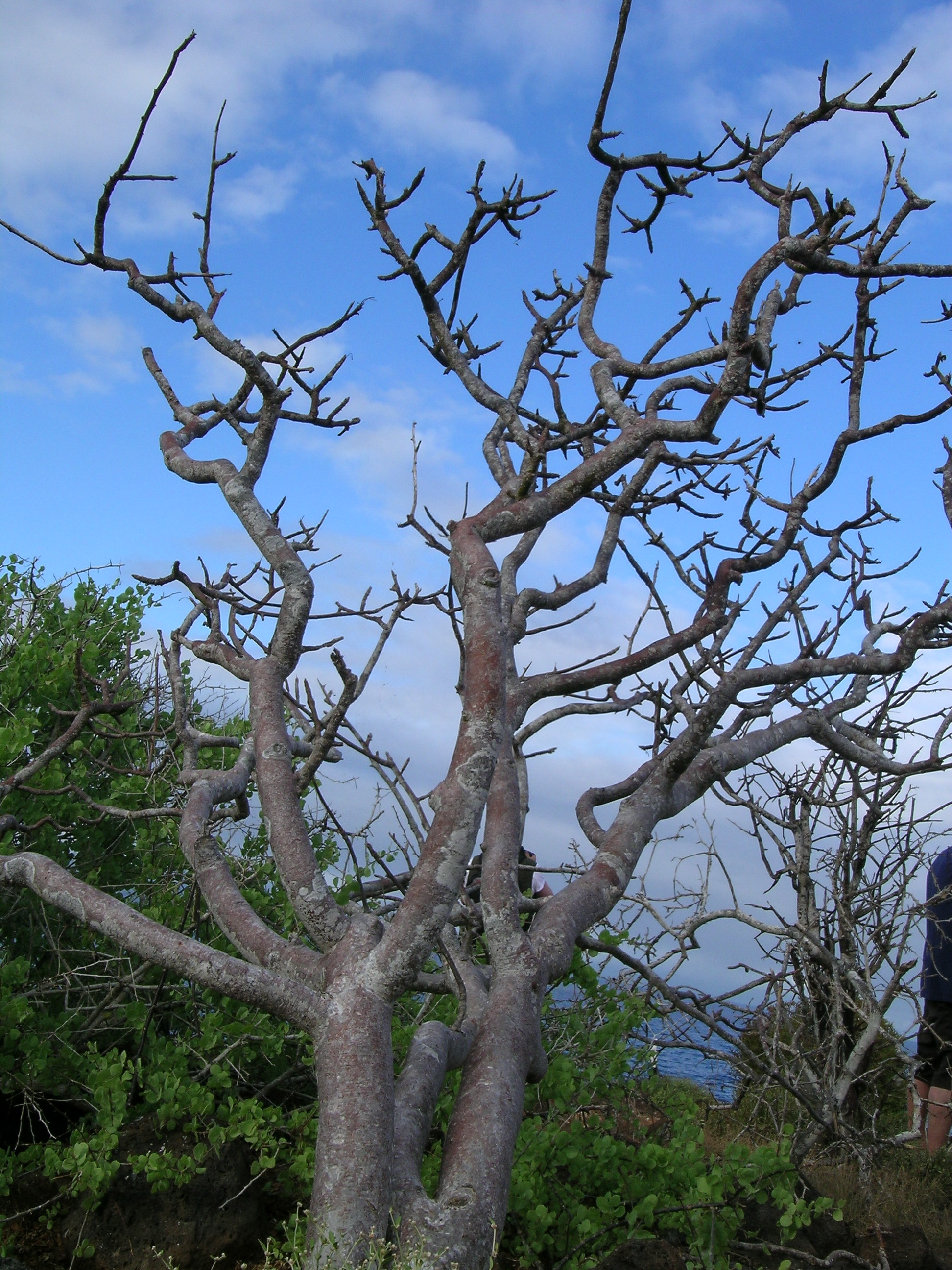
Árbol sin hojas

## Aceite esencial

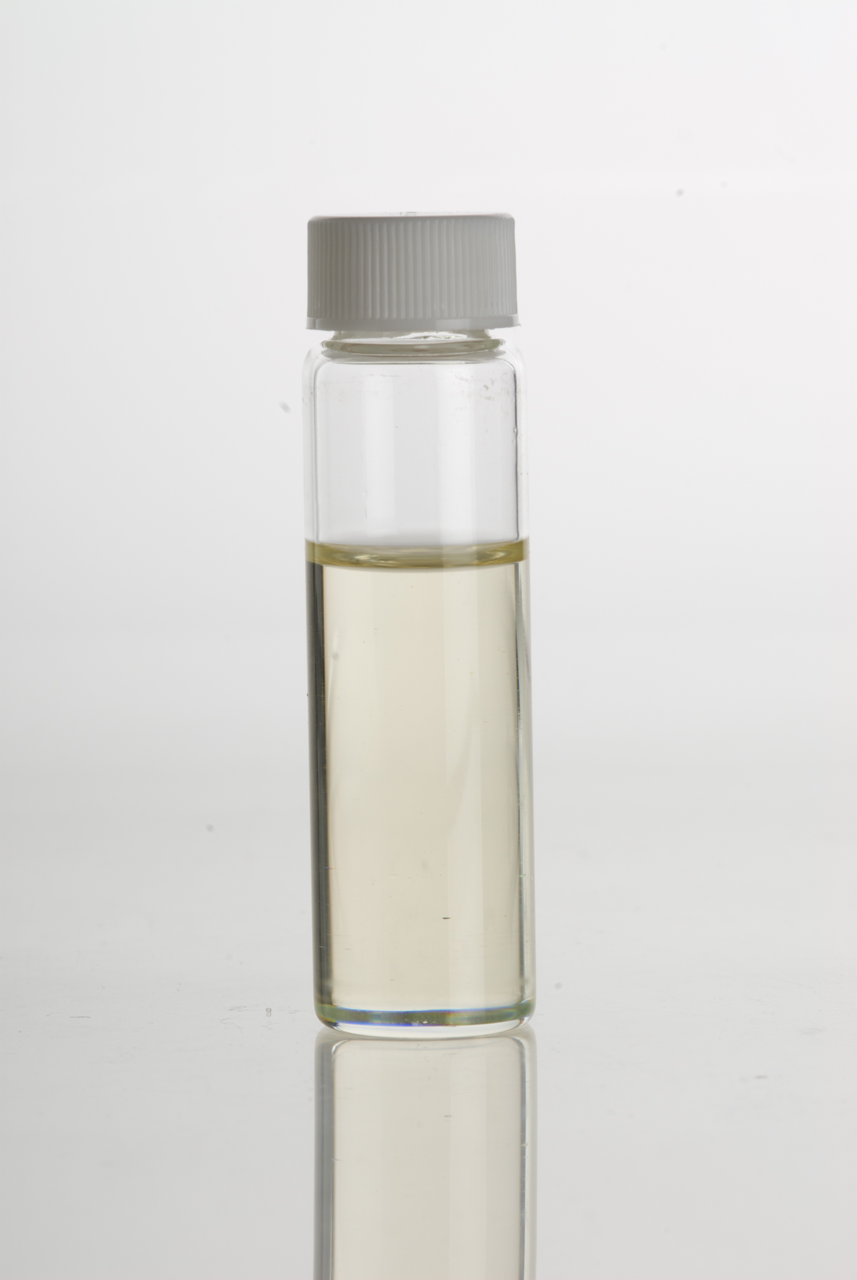
Aceite esencial de Palo Santo (Bursera graveolens) en frasco transparente

Bursera Graveolens, extracción por vapor:
- Limoneno: 89,33 %
- α-terpineol: 10,9 %
- Mentofurano: 6,6 %
- Carvona: 2,0 %
- D-germacreno: 1,7 %
- γ-muuroleno: 1,2 %
- Trans-carveol: 1,1 %
- Pulegona: 1,1 %

También se produce aceite esencial del fruto de palo santo. Se cosecha el fruto únicamente en la época de invierno y se produce aceite esencial por arrastre de vapor. Este formato de extracción que no afecta al árbol se produce en el sur del Ecuador, en la Provincia de Loja.[cita requerida]

## Conservación
En 2006, el gobierno de Perú incluyó a Bursera graveolens como "En Peligro Crítico" (En Peligro Crítico (CR)) bajo el Decreto 043-2006-AG, prohibiendo la tala de árboles vivos y permitiendo sólo la recolección de árboles caídos naturalmente o muertos. Sin embargo, en 2014, fue eliminada de la lista de especies protegidas del SERFOR (Servicio Nacional Forestal y de Vida Silvestre). 
La tala ilegal es un hecho habitual en el noroeste de Perú debido a la alta demanda.  En 2010, la Unión Internacional para la Conservación de la Naturaleza (UICN) declaró el estado de conservación de Bursera graveolens como "estable".
En Ecuador existen programas de reforestación del árbol palo santo. Para reforestar se utiliza el método de trasplante, que consiste en determinar un área del bosque que tenga sobrepoblación de la misma especie para extraer los árboles que están muy cerca entre sí y trasladarlos a una zona del bosque donde no hay árboles. para que puedan continuar con su desarrollo natural. De esta manera, el espacio que quede al extraer los árboles será aprovechado por otras especies nativas del bosque seco.

## Propiedades
La madera resinosa es utilizada por los chamanes de varias tribus sudamericanas, como los aimara, quechua, jíbaros, entre otros. Las culturas manteña, machalilla, valdivia, e inca utilizaban su humo y su aceite con fines terapéuticos. El aceite esencial, de color amarillo claro, posee un perfume de cítricos, es apreciado por sus propiedades.
Se utiliza en caso de neuralgia, menorragia, catarro y como diurético. Se usa la corteza macerada en alcohol contra el reuma y en cocimiento como sudorífico. Las hojas se usan en cocimiento como antiespasmódico También se usan los cogollos como abortivo y las hojas como insecticidas.
Se lo considera antiséptico y es eficaz contra las micosis cutáneas.[cita requerida] El humo de la combustión también es usado como repelente de mosquitos.
Para obtener los aceites esenciales por medio de la destilación por corriente de vapor, el árbol debe morir por sí solo y secarse por un mínimo de 40 años. Estudios recientes demostraron que talando un árbol y dejándolo secar por el mismo lapso no se obtiene aceite de grado terapéutico. [cita requerida]

## Taxonomía
Bursera graveolens fue descrita por (Kunth) Triana & Planch. y publicado en Annales des Sciences Naturelles; Botanique, sér. 5, 14: 303. 1872.
Sinonimia
- Amyris caranifera Willd. ex Engl.
- Bursera penicillata (DC.) Engl.
- Bursera tacamaco Triana & Planch.
- Elaphrium graveolens Kunth basónimo
- Elaphrium pubescens Schltdl.
- Elaphrium tatamaco Tul.
- Spondias edmonstonei Hook.f.
- Terebinthus graveolens (Kunth) Rose[1]
- Amyris graveolens Spreng.
- Bursera anderssonii B.L.Rob.
- Bursera pilosa (Engl.) L.Riley
- Elaphrium pilosum (Engl.) Rose
- Terebinthus pilosa (Engl.) Rose[4]

## Nombre común
- Caraña, crispín.[2][5]